# Matilde Vázquez
Matilde Vázquez (Cambados, Pontevedra, 27 de marzo de 1905 - Madrid, 23 de abril de 1992) fue una cantante soprano teatral de zarzuela y revista del siglo XX.

## Trayectoria profesional
Desde los años de infancia en su Cambados natal, demostró su afición por la música; tenía ya una voz de grandes cualidades para el canto. Cuando cumplió los trece su familia tuvo que trasladarse a vivir a Madrid. Fue en esta ciudad donde comenzó los primeros pasos en el mundo teatral y musical, actuando primero en compañías de aficionados. Pero como  sus dotes eran evidentes, su familia quiso que el músico y cantante Luis Iribarne le diera lecciones de música y de canto.
Sus comienzos profesionales en los años 1920 fueron como cupletista pasando después al género de la revista en la compañía de Celia Gámez donde interpretó La mujer chic (1925) y La deseada en el teatro Martín de Madrid. También había actuado como tiple de conjunto en el Teatro Reina Victoria de Madrid con La bayadera (1924), una opereta en tres actos de Emmerich Calman. Pero sus cualidades vocales eran muy superiores a lo que se requería para estas revistas  por lo que pronto fue contratada para otro género de música: la zarzuela.
Entró en el mundo de la zarzuela en el teatro Fuencarral de Madrid con la obra La del Soto del Parral —de los compositores Reveriano Soutullo y Juan Vert—, con el barítono Sagi Barba. El éxito obtenido fue tan grande  que se convirtió en una gran figura. En abril de 1929 volvió a estrenar una obra de éxito, Los claveles del maestro José Serrano, en el teatro madrileño Fontalba, junto con el tenor Tino Folgar. En su repertorio no faltaron las obras del maestro Serrano y de Moreno Torroba.
Fue una gran intérprete de la zarzuela Doña Francisquita de Amadeo Vives en el papel de Aurora la Beltrana, junto con el tenor Fleta en el papel de Fernando. Cuando esta obra fue llevada al cine la contrataron a ella para protagonizarla.
En 1937 representó en el teatro Pardiñas de Madrid más zarzuelas de repertorio: Luisa Fernanda de Moreno Torroba, Los claveles (obra muy solicitada) y Gigantes y cabezudos de Fernández Caballero.. Con la compañía lírica de este compositor  llevó a cabo una serie de giras por Hispanoamérica durante los años 1934 y 1935, representando en los teatros un buen repertorio de obras ya consagradas. Al año siguiente representó junto a Miguel Fleta en el teatro Novedades de Barcelona las obras Luisa Fernanda, María la tempranica, La Dolores y Doña Francisquita.
Después de la guerra española continuó su trabajo como cantante en Madrid estrenando en 1942 La Caramba de Moreno Torroba, en el teatro de la Zarzuela y Polonesa en 1944 en el teatro Fontalba; en estas actuaciones compartió reparto con el barítono Pedro Terol. Su actividad teatral siguió con éxito en los años 1950 con La Lola se va a los puertos en el teatro Albéniz y otras funciones.
En el año 1955 interpretó La verbena de la Paloma en La Corrala de Madrid y algunas otras obras en otros teatros, pero pocos años después se retiró de la escena y se dedicó como aficionada al arte de la pintura.
Tiene discos grabados con Marcos Redondo, Juan García, Mateo Guitart y Pedro Terol.
Matilde contrajo matrimonio con el famoso ventrílocuo y pintor salamantino, Felipe Moreno, quienes tuvieron una sola hija llamada Matilde como su madre.

## Obras de repertorio
- Las castigadoras 1927.
- La del soto del parral 1928.
- La del manojo de rosas 1928
- Los claveles 1929.
- La revoltosa.
- La caramba 1941.
- Polonesa en el teatro Fontalba de Madrid, de Federico Moreno Torroba 1942.
- Curro Vargas de Ruperto Chapí.

## Filmografía
- Doña Francisquita (1935)
- La última falla, Benito Perojo, 1940